# Diego Amillano
Diego Amillano Ujabarin, a veces también como Millano, (¿?, 1728 - Tudela, c. 11 de octubre de 1749) fue un compositor y maestro de capilla español.

## Vida
Se desconoce el origen o la formación de Diego Amillano. El musicólogo Joaquín Goya Iraola afirma que fue organista en Olite, aunque no especifica las fechas.
En enero de 1725 había fallecido el maestro de la Catedral, de José Cáseda. El cabildo seguntino consultó a José de San Juan, maestro de las Descalzas de Madrid, y Miguel de Ambiela, en ese momento en el magisterio de la Primada de Toledo, para conseguir nombres de candidatos adecuados. Ambiela propuso a los maestros Domingo Teixidó, maestro en Lérida; Francisco Pascual, maestro de Palencia; Alonso Cobaleda, maestro de Zamora; y Salvador de Sancho, maestro de Medinaceli. San Juan, por su parte, proponía a Amillano, maestro de Tudela; Francisco Díez, maestro de Calatayud; y de nuevo a Salvador Sancho. Sancho fue el único maestro en el que concedieron ambos. Tras una deliberación del cabildo, Sancho consiguió el cargo por 33 votos frente a 9.
Las principales noticias que se tienen de él son de 1728, cuando se presentó a la selección por provisión para el magisterio del Real Colegio del Corpus Christi de Valencia. El cabildo del Real Colegio había decidido no realizar oposiciones para ahorrar en el proceso:

[...] asimismo para excusa a los indispensables gastos que ocurren en las oposiciones a semejantes plazas, atendiendo a los empeños del mismo Real Colegio, y al mismo tiempo evitar medicaciones, se resolvió en dicha visita fuesen admitidos qualesquiera pretendientes a dicha plaza, y se proveyese ésta sin los requisitos de edictos y exámenes, para cuyo fin fueron dispensados por la misma visita, según la facultad que para ello tienen como de todo consta por el segundo de los mandatos de ella.

Se presentaron como aspirantes Francisco Luis Serra, maestro de capilla del Pilar de Zaragoza; Francisco Zacarías Juan, maestro de la Catedral de Murcia; Francisco Hernández Illana, maestro de la Catedral de Astorga; José Escorihuela, maestro de la Catedral de Tortosa; Pedro Vidal, maestro de la Colegiata de Rubielos; Onofre Peñalva, organista de la iglesia de Onteniente; y Melchor Martínez organista de la Colegiata de Castellón. El cabildo se decidió por Fernández Illana el 7 de julio de 1728.
Diego Amillano Ujabarin falleció en el cargo en Tudela en 11 o 12 de octubre de 1749. La fecha no es segura, ya que en un documento se menciona el 12 de octubre como la fecha de fallecimiento y en otro se menciona a Amillano como ya fallecido el 11 de octubre. Blas Serrano I, que en ese momento era organista de la Colegiata, asumió el mismo 11 de octubre el magisterio, «con salario por ambos empleos de 1000 reales que es lo que tenía el difunto [Diego Amillano] y parte y media de la música».

## Obra
Se conservan algunas obras suyas en el Archivo Musical Catedralicio de Tudela. Entre ellas destaca una Misa a 6 voces en dos coros, de 1762. De entre las obras conservadas en otros archivos tudelanos destaca un Salve Regina de 1743, conservada en el Santuario de Aránzazu, dedicado a la Virgen de Nuestra Señora de la Cabeza.
Los villancicos número 1346 y 1347 publicados en el Catálogo de villancicos y oratorios en la Biblioteca Nacional. Siglos XVIII-XIX de M.ª Cristina Guillén Bermejo y Isabel Ruiz de Elvira también son probablemente de Amillano. Estos dos villancicos fueron cantados en dos ceremonias de profesión de monjas celebradas el 2 de febrero y el 8 de septiembre de 1745.